# Мухамед ал-Насир
Мухамед ал-Насир (арап. محمد الناصر; 1179/1181 — Рабат, 25. децембар 1213) био је алмохадски калиф (1199—1213). Под његовом влашћу Алмохадски калифат достигао је највећи територијални опсег. Међутим, пораз које је доживео од хришћана у бици код Навас де Толоса 1212. године довео је до обнове Реконкисте и наглог опадања моћи Алмохада.

## Биографија
Мухамед ал-Насир се родио 1179. или 1181. године као син Абу Јусуфа Јакуба. Отац му је у другој половини 1190-их давао све већи удео у власти над Алмохадским калифатом. Калиф је постао после његове смрти 1199. године. Победе његовог претходника над хришћанима обезбедиле су Мухамеду ал-Насиру релативну мирну владавину, па чак и могућност територијалне експанзије. Године 1203. освојена су Балеарска острва, чиме је Алмохадски калифат достигао највећи територијални опсег. Калиф је 1207. године поставио Абд ал-Вахида за гувернера Ифрикије са циљем да одбрани ову област од племена Бану Ганија, потомака Алморавида. Абд ал-Валид основао је династију Хафсида која ће владати Тунисом у наредним вековима.
У међувремену, Кастиља се опоравила од пораза код Аларкоса из 1195. године и кренула са нападима на Ал Андалуз. Године 1210. године Арагон је заузео Адемус у области Валенсије. Реагујући на последње догађаје, Мухамед ал-Насир се следеће године искрцао у Севиљи са изабраним афричким трупама и кренуо да скупља све снаге муслиманског дела Пиринејског полуострва да би предузео велики напад на хришћане. Кастиљски краљ Алфонсо VIII је против Алмохада организвао коалицију која је добила карактер крсташког рата у који су ушле све хришћанске земље Иберије осим Леона. Дана 16. јула 1212. године муслиманска и хришћанска војска судариле су се код Навас де Толоса. Надмоћније снаге Мухамеда ал-Насира претиле су да опколе главнину хришћанске војске, коњицом угрожавајући и њен центар. Међутим, изненадан јуриш тешке коњице и напад десног крила наварског краља Санча VII које је зашло иза леђа муслиманске војске, изазвало је панику код калифових трупа. Муслиманске снаге претрпеле су потпун пораз.
Победивши Мухамеда ал-Насира, крсташи су продрли до Убеде, освојили је, а потом се повукли. Заузети борбама на другим странама, они за живота Мухамеда ал-Насира нису у довољној мери искористили ову победу. Трајна последица калифовог пораза била је то што је моћ Алмохада почела незадрживо да опада и у Ал Андалузу и у северној Африци. Са преосталих муслиманских територија на Пиринејском полуострву хришћанима више никад више није запретила озбиљна опасност.
Енглески краљ Јован без Земље наводно је послао гласнике Мухамеду ал-Насиру молећи га за помоћ, обећавши чак и да ће се преобратити у ислам. Калиф је наводно био згађен том идејом.
Мухамед ал-Насир је умро 25. децембра 1213. године у Рабату. Иза себе оставио је најмање два сина Јусуфа ал-Мустаншира, који га је наследио на престолу, и Јахју ал-Мутасима, који ће касније такође постати калиф.